# Inga brachystachya
Inga brachystachya är en ärtväxtart som beskrevs av Adolpho Ducke. Inga brachystachya ingår i släktet Inga och familjen ärtväxter. Inga underarter finns listade i Catalogue of Life.